# Gradiste (Kumanovo)
Gradiste (macedónul: Градиште) település Észak-Macedóniában, az Északkeleti körzetben, Kumanovo községben.

## Népesség
| Lakosok száma | 562  | 565  | 524  | 323  | 246  | 213  | 192  | 127  |
|               | 1948 | 1953 | 1971 | 1981 | 1991 | 1994 | 2002 | 2021 |

- 2002-ben 192 lakosa volt, akik közül 189 macedón és 3 szerb.